# 8472 Tarroni
8472 Tarroni è un asteroide della fascia principale. Scoperto nel 1983, presenta un'orbita caratterizzata da un semiasse maggiore pari a 2,6935148 UA e da un'eccentricità di 0,1973307, inclinata di 11,90630° rispetto all'eclittica.
L'asteroide è dedicato all'astrofilo italiano Gino Tarroni.